# راران
راران، محله ای از توابع بخش مرکزی شهرستان اصفهان در استان اصفهان ایران است.

منار راران 
یکی از آثار شناخته شده کشور به شماره ۲۳۳ آثار تاریخی و میراث فرهنگی ایران به ثبت رسیده که در محله راران قرار دارد. در کتیبه این منار ذکری از تاریخ ساخت آن نشده، لکن بنا به نظریه آقای اسمیت باستانشناس قرن بیستم تاریخ بنای این منار بین سال‌های ۵۷۵ تا ۶۸۸ هجری قمری گفته شده‌است. ارتفاع این منار ۳۰/۴۰ متر است و قاعده آن به شکل مربع در ابتدا۳ متر می‌باشد. درون این منار پلکانی وجود دارد که از دو متری منار تا گلوگاه ادامه دارد و بر محور دست چپ بالا می‌رود. پائین منار با آجر معمولی بدون نقش ساخته شده‌است. قسمت میانی بدنه منار با نقوش لوزی و خطوط معقلی با آجر برجسته کار شده و قسمت بالای منار با آجرهای شطرنجی و اشکال لوزی بنا گردیده که قسمت تاج و کنگره منار آسیب دیده و احتمال خراب شدن دارد که متأسفانه هنوز اقدامی در جلوگیری از خرابی به عمل نیامده است.[۱۱]  

## جمعیت
این محله در دهستان جی قرار دارد و براساس سرشماری مرکز آمار ایران در سال ۱۳۸۵، جمعیت آن ۲٬۰۳۲ نفر (۵۵۴خانوار) بوده‌است.